# 7C 022224.00+365659.00
 (mars 2024).
Améliorez-le ou discutez des points à vérifier. 
7C 022224.00+365659.00 ou PGC 9202 que l'on abrège 7C 0222+3656 est un blazar hyper-énergétique de type MITG. Le classification hyper-énergétique signifie un objet émettant des électrons d'une énergie de 100 Giga électron-volts (GeV) à 10  téra électron-volts (TeV). Il est aussi l'un des blazars les plus proches, il se situe à plus de 45 millions d'années-lumière ce qui fait que 7C 0222+3656 est l'un des blazars les plus proches de la Voie lactée et donc de la Terre. Il a été découvert en 2016 par le Very Large Télescope (VLT) de l'Observatoire Européen Austral (ESO). Les astronomes pensent qu'il abrite un trou noir supermassif de 10 milliards de masses solaires. Son horizon des événements aurait une taille rayon de Schwarzschild de 197 Unités astronomiques (UA) et un diamètre de 394 Unités astronomiques (UA) ce qui fait que 7C 0222+3656 pourrait contenir 5 systèmes solaires,,,,.

## Caractéristiques de 7C 0222+3656
L'étude des blazars faite avec l'instrument NuSTAR a montré que 7C 0222+3656 est un blazar hyper énergétique, ce blazar a une émission moyenne de 5 TeV et une émission radio de 380 mégahertz (MHz), une telle émission montre que le disque d'accrétion de 7C 0222+3656 subit une très grande ionisation et une importante accélération des gaz à la suite d'un rapprochement avec le trou noir supermassif. Une étude faite avec le Karl.g Jansky Very Large Array (VLA) a permis d'estimer la vitesse moyenne des gaz qui tournent autour du trou noir. La vitesse des gaz sera estimée avec la raie d'émission radio des gaz, le résultat étant 9 000 Km/s, une telle vitesse s'explique par le fait d'une interaction avec un trou noir ultra massif, c'est à ce moment que la masse de 7C 0222+3656 a pu être estimée avec la méthode la plus fiable et le résultat est de 10 milliards de masses solaires,,,.